# Мастодон (метъл група)
Вижте пояснителната страница за други значения на Мастодон.
„Мастодон“ (Mastodon) е американска метъл група, създадена в Атланта, щата Джорджия през 1999 г.
Тя сред най-значимите групи от Новата вълна в американския хевиметъл. Има издадени 6 студийни дългосвирещи албума. През 2007 г. групата е номинирана за „Грами“, в категорията „Най-добро метъл изпълнение“.

## Дискография
- Lifesblood (2001), мини албум
- Remission (2002)
- Leviathan (2004)
- Call of the Mastodon (2006), сборен албум
- Blood Mountain (2006)
- Crack the Skye (2009)
- The Hunter (2011)
- Once More 'Round the Sun (2014)
- Emperor of Sand (2017)
- Hushed and Grim (2021)